# Yalutorovsky (huyện)
Huyện Yalutorovsky (tiếng Nga: ? райо́н) là một huyện hành chính tự quản (raion), của Tỉnh Tyumen, Nga. Huyện có diện tích 2827 km², dân số thời điểm ngày 1 tháng 1 năm 2000 là 16700 người. Trung tâm của huyện đóng ở Yalutarovsk.